# Mercedes-Benz OM 660
Der Motortyp OM 660 ist ein Dieselmotor von Mercedes-Benz mit einem Hubraum von 799 cm³. Die Fertigung des Dreizylinder-Reihenmotors begann 1998 im damaligen DaimlerChrysler-Werk Berlin-Marienfelde, bevor 2007 die Produktion ins thüringische Kölleda zur Daimler-Tochter MDC Power verlegt wurde. Die Endmontage erfolgt im Auftrag von Smart durch ThyssenKrupp Automotive in einem der vier Äste des kreuzförmigen Smartville-Werkes in Hambach (Lothringen).
Der Motor hat einen Turbolader mit einem Ladedruck von maximal 0,8 bar, zwei Ventile je Zylinder und eine Nockenwelle im Zylinderkopf.
Der OM 660 DE 8 LA hat eine Bohrung von 65,5 mm und einen Hub von 79 mm. Die Motorbezeichnung ist wie folgt verschlüsselt: OM = Ölmotor (Diesel), Baureihe = 3-stellig, DE = Direkteinspritzung, Hubraum = Deziliter (gerundet), L = Ladeluftkühlung, A = Abgasturbolader.
Mit seiner Leistung von ursprünglich 30 kW (41 PS) bei 4200 min−1 gehört er zu den leistungsschwächeren und effizienten PKW-Motoren. Die mit diesem Aggregat ausgerüsteten Smart-Wagen (Coupé- und Cabriolet-Zweisitzer des Modells ForTwo) tragen am Heck die Bezeichnung CDI, die bei Mercedes-Benz für alle Fahrzeuge mit Common-Rail-Direkteinspritzung Verwendung findet. Die interne Baumusterbezeichnung OM 660 leitet sich von dem bei Mercedes-Fahrzeugen für Dieselmotoren verwendeten OelMotor und einer weitenteils chronologisch laufenden Nummerierung ab.
Der Motor ist ein sogenannter Blockmotor. Mit dem Motor verblockt ist das Getriebe, das ein elektrisch gesteuertes und durch unterschiedliche Softwareausstattung in mehreren Varianten programmierbares und bedienbares Teilautomatik-Getriebe ist. Die prinzipiell baukostengleichen Wahlautomatik-Versionen des gleichen Blockmotorkonzeptes werden als höherwertig vermarktet und den Endkunden für einen deutlichen Mehrpreis verkauft.
Ein Kritikpunkt an diesem Antriebskonzept war in den Anfangsjahren des Smart das träge Schaltverhalten der Automatik. Durch Änderungen der Getriebeausführung kann dieses Thema mittlerweile als konstruktiv gelöst betrachtet werden.
Nach dem Entfall der Dreiliter-Fahrzeuge des VW-Konzerns (VW Lupo 3L-Diesel, Audi A2 TDI) ist der Smart-Motor mit einem Nominalverbrauch von 3,3 Litern Diesel auf 100 km der sparsamste (nach Stand Mitte 2007) PKW-Serienmotor in laufender Produktion.
Für die 2007 gestartete Neuauflage des „Smart ForTwo“ mit 20 Zentimeter mehr Länge wurde die Leistung des kleinen Dieselmotors auf 33 kW (45 PS) und im Zuge der Modellpflege ab dem Modelljahr 2011 auf 40 kW (54 PS) angehoben. Die Leistungssteigerung erfolgt über ein neues Common-Rail-Einspritzsystem mit 1600 bar Einspritzdüsen-Mindestdruck. Mit einem Ausstoß von weniger als 90 Gramm CO2 ist dieser Motortyp in der aktuellen Umweltschutzdiskussion gut aufgestellt.
Ebenso wie der smart-Ottomotor M 160 (ebenfalls von Mercedes-Benz entwickelt) wird der OM 660 vom Ausrüster Ecofly als Flugzeugmotor für Ultraleicht- und Leichtflugzeuge sowie für Motorsegler angeboten. Unter anderem kommt er in der B&F FK 9 zum Einsatz. Hierfür wurde von Ecofly mit Unterstützung durch Mercedes-Benz ein kompletter Elektronik-Umrüstsatz entwickelt.
Mit der Modellvariante 'FK9 smart' der B&F FK 9 wurde bei der Firma B&F Technik Vertriebs GmbH auch erstmals ein Ultraleichtflugzeug serienmäßig mit smart-Motoren ausgestattet.
Im Jetcar 2.5 wurde die alte, 30 kW (41 PS) leistende Variante als Motor eingesetzt.